# Heterotricha takkae
Heterotricha takkae är en tvåvingeart som beskrevs av Chandler 2002. Heterotricha takkae ingår i släktet Heterotricha och familjen slemrörsmyggor. Inga underarter finns listade i Catalogue of Life.